# Сапожков, Николай Иосифович
Николай Иосифович Сапожков (псевдонимы: Николай Васильевич, Кузнецов; 3 декабря 1881, Рязань — 16 апреля 1917) — большевик, руководитель Коломенской организации РСДРП.

## Биография
Родился 3 декабря 1881 года в Рязани в семье машиниста Рязанско-Уральской железной дороги. В 1885 года вместе с родителями переехал в Коломну Московской губернии, поступил в местную гимназию и окончил её в 1903 году. Во время учёбы вследствие бедности семьи Николаю несколько раз приходилось выходить из гимназии за несвоевременный взнос платы; уже с 3-го класса он начал давать уроки. 
В 1903 году Николай поступил в Московский университет на естественный факультет, однако продолжает активно участвовать в политической жизни Коломны, в частности в работе созданной к лету 1904 года так называемой студенческой «коммуны», в рамках которой делались всевозможные доклады со съездов (3-й съезд большевиков в Лондоне в 1905 году, агрономический съезд в Петербурге и пр.); в её работе участвовали и рабочие Коломенского завода, среди которых у «коммунаров» было много приятелей. В первый раз Сапожков был арестован 19 января 1904 года в Москве, по делу о пропаганде и распространении нелегальной печати среди рабочих Коломенского машиностроительного завода. По этому делу он был отдан под особый надзор полиции в г. Коломне. Вторично по такому же делу был арестован в Коломне в 1905 году.
Осенью 1905 года Николай часто выступал на митингах в заводском театре. В октябре 1905 года после ряда митингов городские черносотенцы потребовали у полицейского исправника Бабина убрать из города руководителей революционной организации Сапожкова и Старкевича, угрожая сжечь дом Кромера, в котором жил тогда Сапожков, но Бабин ответил отказом, заявив, что действия революционеров находятся в рамках Манифеста 17 октября. В ноябре 1905 года Сапожков организовал открытие рабочего клуба в доме Шведова на Пятницкой улице, куда, помимо рабочих, стали приходить и солдаты. 
12 декабря 1905 года Николай Сапожков возглавил двухтысячную демонстрацию, впервые проходившую в Коломне под красными флагами. Руководителем боевой дружины, охранявшей демонстрацию, был младший брат Николая Александр Сапожков. У городской заставы демонстрации пришлось столкнуться с вооруженными казаками и черносотенцами. 17 декабря во время пребывания на станцию Голутвино карательного отряда Семёновского полка Сапожкову удалось скрыться; во время массовых казней был расстрелян его брат Александр. 
Вскоре Николай уехал в Москву, работал в Областном Комитете РСДРП как организатор. В сентябре 1906 года был арестован в Ярославле по паспорту жителя города Ряжска, куда и был препровожден этапным порядком. 14 октября 1907 года арестован на Поварской улице Москвы вместе с Горбачевым-Зезюлинским, которого полиция проследила из-за границы. Только 15 декабря 1907 года полиции удалось выяснить его настоящее имя. Посажен в Таганскую тюрьму, где он и пробыл до мая 1910 года. 25 января 1908 года за проживание под чужим именем и сношение с нелегальными лицами Сапожкова решено было выслать в Вологодскую губернию под гласный надзор на 2 года, считая с 21 января 1908 года, но высылка эта 5 марта 1908 года была приостановлена до окончательного судебного разбирательства дела. 25 января 1910 года вторично судим (первый суд состоялся годом ранее, и год прошел на доследование), приговорён к лишению всех прав и вечному поселению в Сибири. 12 мая того же года Николай был отправлен в Иркутскую губернию и в августе попал в село Орлинга Киренского уезда Иркутской губернию. 
Весною 1911 года бежал из ссылки под фамилией Кузнецов с поддельным паспортом. После многих приключений добрался до Москвы и в августе 1911 года нелегально поселился в Павловском Посаде, не имея денег выехать за границу. Только через месяц на собранные коломенскими друзьями деньги Николай смог уехать и в Вержболове перебрался через границу.
Живя в Париже, сменил множество профессий: работал гувернёром, проводником по Парижу, натурщиком, чертёжником, играл гитаристом в оркестре, при этом, примкнув к парижской партии большевиков, успевал участвовать в политической жизни политэмигрантов из России. Порой градус споров зашкаливал; так, Н. К. Крупская вспоминала:

Алексинский (лидер «отзовистов», глава группы «Вперед») с нахальным видом уселся за стол и стал требовать слова, и когда ему было отказано, свистнул. Пришедшие с ним «впередовцы» бросились на наших. Члены нашей группы Абрам Сковно и Исаак Кривой ринулись было в бой, но Николай Васильевич Сапожков (Кузнецов), страшный силач, схватил Абрама под одну мышку, Исаака под другую, а опытный по части драк хозяин потушил огонь. Драка не состоялась.

Во время Первой мировой войны Сапожков вступает добровольцем в ряды французской армии. После Февральской революции Сапожков просил друзей помочь ему вернуться в Россию. Разрешение пришло 16 апреля 1917 года, но в этот день, находясь в разведке, Николай был смертельно ранен и умер, так и не узнав о разрешении на отъезд.

## Память
В 1955 году в связи с празднованием 50-летия революции 1905 года в честь Александра и Николая Сапожковых в Коломне была названа улица Сапожковых (бывшая Театральная, Дорфа).